# Société des avions Henri & Maurice Farman

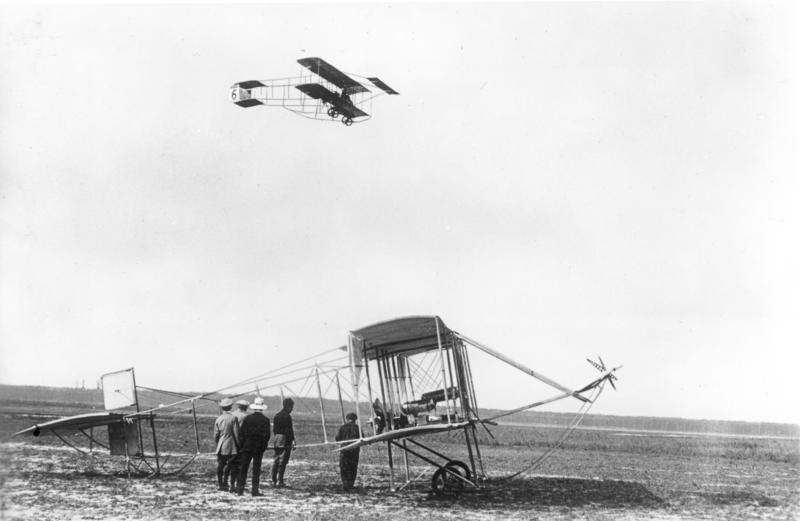
Un Farman III in volo, Berlino 1910.

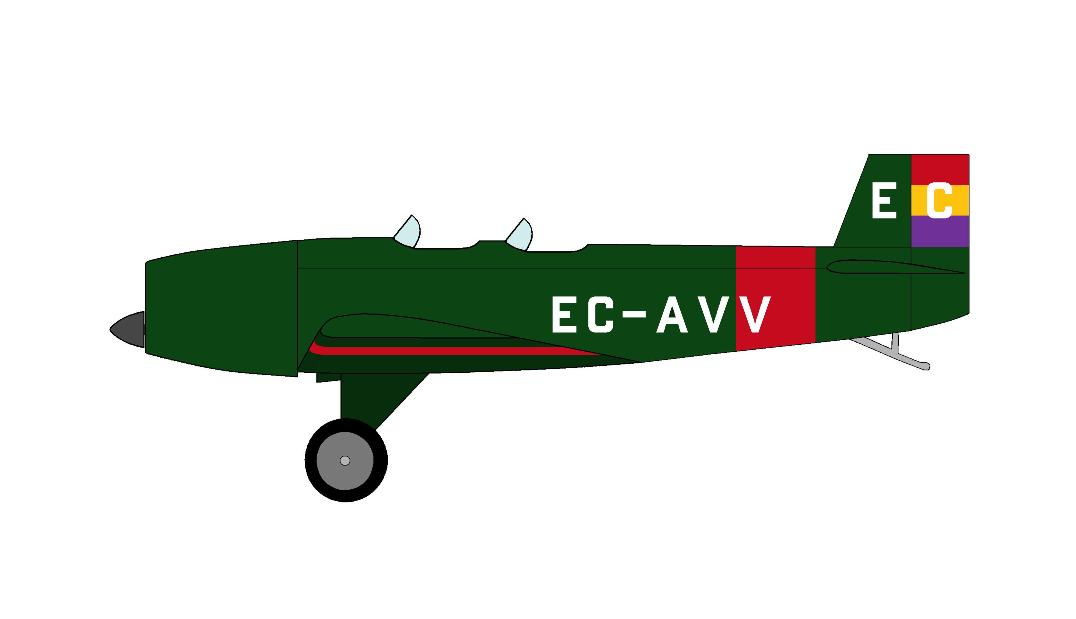
Farman F.354

La Société des avions Henri & Maurice Farman (in francese Società di aeroplani Henri & Maurice Farman), conosciuta anche come Société des avions H. & M. Farman o semplicemente come Farman (citata anche in inglese Farman Aviation Works), era un'azienda aeronautica francese fondata dai fratelli Henri e Maurice Farman.

## Storia
Fondata dai fratelli Farman nel 1908, a Boulogne-Billancourt, nella pionieristica era dell'inizio dell'aviazione, fu una delle prime imprese con finalità di produzione di serie di velivoli ad essere fondata e ad essa si deve la produzione del Farman F.60 Goliath, grazie al quale vennero inaugurate le prime rotte commerciali passeggeri e merci alla fine della prima guerra mondiale.
Come per le altre aziende del settore, il 1º febbraio 1937 viene nazionalizzata e confluita, assieme agli stabilimenti Hanriot a Bourges e Loire-Nieuport di Issy-les-Moulineaux, alla formazione della Société nationale de constructions aéronautiques du Centre (SNCAC), con la denominazione della quale venne realizzato l'ultimo progetto Farman, il quadrimotore SNCAC NC-223.
Nel 1941 i fratelli Farman fondarono una nuova società che portava il loro cognome, la Société Anonyme des Usines Farman (SAUF), ma solo tre anni più tardi quest'ultima venne assorbita dalla Société nationale des constructions aéronautiques du sud-est (SNCASE). Marcel Farman, figlio di Maurice, rifondò la SAUF nel 1952 ma il suo sforzo di restituire al marchio la precedente notorietà si rivelò un fallimento e l'impresa venne definitivamente sciolta nel 1956.
Tra il 1908 ed il 1941 l'azienda realizzò più di 200 diversi modelli tra aerei ed idrovolanti ad uso militare e civile.

## Produzione
(lista parziale)
| Modello           | Anno       | Tipo                                  | Esemplari | Note                                 |
| Farman III        | 1909       |                                       |           |                                      |
| MF.7 Longhorn     | 1913       |                                       |           |                                      |
| MF.11 Shorthorn   | 1913       |                                       |           |                                      |
| F.30              | 1917       | aereo da caccia                       | 1         | prototipo                            |
| F.31              | 1918       | aereo da caccia                       | 1         | prototipo                            |
| F.50              | 1918       | bombardiere biplano                   |           |                                      |
| F.50 Idro         | anni venti | idrovolante                           |           |                                      |
| F.51              | 1922       | idropattugliatore marittimo           |           |                                      |
| Farman F.60 Torp  | anni venti | idroaereosilurante                    |           |                                      |
| F.60 Goliath      | 1919       | aereo di linea e bombardiere          | circa 60  |                                      |
| F.70              | 1920       | monomotore di linea                   |           | capacità 6 passeggeri                |
| F.121 Jabiru      | 1923       | quadrimotore di linea                 |           |                                      |
| F.166             | 1928       | idroaerosilurante                     |           |                                      |
| F.167             | 1928       | idroaerosilurante                     |           |                                      |
| F.168             | 1928       | idroaerosilurante                     |           |                                      |
| F.170 Jabiru      | 1925       | monomotore di linea                   |           |                                      |
| F.180 Oiseau bleu | 1927       | bimotore di linea                     |           | con configurazione traente-spingente |
| F.222             | 1932       | bombardiere pesante bimotore          | 35        |                                      |
| F.223             | 1937       | bombardiere pesante bimotore          |           |                                      |
| F.271             | 1934       | idrobombardiere/aerosilurante         |           |                                      |
| F.300             | 1929       | trimotore di linea                    |           | ad ala alta                          |
| F.402             | 1933       | utility triposto                      |           |                                      |
| NC.470            | 1938       | addestratore e pattugliatore costiero |           |                                      |
| NC.471            | 1938       | addestratore e pattugliatore costiero |           |                                      |